# Semper fidelis

Pieczęć United States Marine Corps

Semper fidelis (w łac. „zawsze wierny”) – dewiza łacińska używana przez miasta, formacje wojskowe i organizacje.
W 1658 roku została nadana przez papieża Aleksandra VII miastu Lwów. Papież Pius XII użył jej w piśmie z 31 sierpnia 1944 r. do Prezydenta Władysława Raczkiewicza:
Jeśli chodzi o Polskę, która słusznie szczyci się nazwą "S E M P E R   F I D E L I S", niejednokrotnie zanosiliśmy modły o bliskie Jej zmartwychwstanie.
Ta dewiza jest także urzędową angielskiego miasta Exeter, 307 Nocnego Dywizjonu Myśliwskiego „Lwowskich Puchaczy” oraz mottem Korpusu Piechoty Morskiej Stanów Zjednoczonych.